# Serixia testaceicollis
Serixia testaceicollis är en skalbaggsart som beskrevs av Tadao Kano 1933. Serixia testaceicollis ingår i släktet Serixia och familjen långhorningar.
Artens utbredningsområde är Taiwan. Inga underarter finns listade i Catalogue of Life.